# 어진로
어진로(Eojin-ro)는 경기도 안성시 양성면 장서교차로에서 평택시 진위면 은산2교차로 를 잇는 도로이다.

## 주요 경유지
경기도
- 안성시 (양성면) - 용인시 처인구 (남사읍 . 이동읍) - 평택시 (진위면)

## 노선
| 이름          | 접속 노선                          | 소재지 | 소재지 | 소재지 | 비고 |
| ------------- | ---------------------------------- | ------ | ------ | ------ | ---- |
| 장서 교차로   | 양성로                             | 안성시 | 양성면 | 양성면 |      |
| 어정교        |                                    | 용인시 | 처인구 | 남사읍 |      |
| 어비3리사거리 | 방아로 어진로670번길               | 용인시 | 처인구 | 이동읍 |      |
| 전궁리사거리  | 전궁로                             | 용인시 | 처인구 | 남사읍 |      |
| 성은교        |                                    | 용인시 | 처인구 | 남사읍 |      |
| 진목 교차로   | 국가지원지방도 제23호선 (천덕산로) | 용인시 | 처인구 | 남사읍 |      |
| 은산교        |                                    | 평택시 | 진위면 | 진위면 |      |
| 은산2 교차로  | 삼봉로                             | 평택시 | 진위면 | 진위면 |      |